# Elecciones presidenciales de Argentina de 1928
Las elecciones presidenciales de Argentina de 1928 se llevaron a cabo para elegir al presidente de la República Argentina que debía suceder a Marcelo T. de Alvear. Resultó elegido por segunda vez Hipólito Yrigoyen, líder de la Unión Cívica Radical, quien superó al también radical Leopoldo Melo. La participación electoral fue del 80,86% de los ciudadanos habilitados, pero no se permitió votar a las mujeres, ni a los habitantes de los diez territorios nacionales entonces existentes. Yrigoyen no finalizaría su segundo mandato y sería derrocado dos años después por un golpe de Estado cívico-militar, el primero de una serie que se extendería casi hasta fin del siglo XX. Fue una de las cuatro elecciones presidenciales en la que los dos principales candidatos fueron radicales.
Las elecciones fueron realizadas bajo la Ley Sáenz Peña de 1912, que estableció el voto secreto y obligatorio para varones mayores de 18 años. La Constitución establecía también que la elección del presidente y vicepresidente debía realizarse en forma indirecta y por separado, delegando la elección final de cada uno, en colegios electorales provinciales integrados por representantes elegidos en la elección primaria, por el sistema de lista incompleta, correspondiendo dos tercios al ganador y un tercio a la segunda fuerza, en cada distrito electoral.
En estos comicios salió abiertamente a la luz la división del radicalismo, entre yrigoyenistas y antipersonalistas, al punto que la elección se polarizó entre los dos bandos radicales, representados, uno por el propio Hipólito Yrigoyen y el otro por Leopoldo Melo, candidato de la Unión Cívica Radical Antipersonalista. El conservadurismo pasó a un tercer lugar y se encolumnó detrás del radicalismo disidente. El electorado se polarizó y la elección fue presentada como un «plebiscito».
El resultado fue una contundente victoria de Yrigoyen, que obtuvo el 61,46% de los votos y 239 escaños de representación en el Colegio Electoral, contra el 31,50% y 134 electores que obtuvieron las distintas facciones que apoyaban a Melo. En tercer lugar quedó el candidato socialista, Mario Bravo, con apenas un 4,94% y ningún elector. Yrigoyen se impuso en catorce de los quince distritos entonces existentes, con excepción de la provincia de San Juan.

## Antecedentes
Las diferencias del expresidente Hipólito Yrigoyen con su sucesor y antiguo aliado, Marcelo Torcuato de Alvear, llevaron al primero a volver a presentarse para un segundo y último mandato. Hacer esto significaba superar una serie de obstáculos: la oposición Antipersonalista, aunque profundamente dividida, había erosionado la mayoría yrigoyenista de la Unión Cívica Radical en el Congreso, pasando de tener 91 diputados de 158 en 1922, a contar solo con una mayoría simple de 72 en 1924 y 60 en 1926. Por otro lado, Yrigoyen ya tenía setenta y ocho años y su salud comenzaba a fallar.
Estos acontecimientos alentaron no solo a los antipersonalistas, sino también a los conservadores, que se unieron detrás de la Confederación de las Derechas, liderada por Julio Argentino Pascual Roca. El gobernador de la importante provincia de Córdoba, Roca, era hijo del General Julio Argentino Roca, dos veces Presidente de la Nación y líder del Partido Autonomista Nacional, dominante de la vida política argentina durante el período conservador u oligárquico, y para sus partidarios traía recuerdos nostálgicos del antiguo régimen.

## Candidaturas

### Unión Cívica Radical
|                                               |                              |
| Hipólito Yrigoyen                             | Francisco Beiró              |
| para presidente                               | para vicepresidente          |
| {{{descripción}}}                             | {{{descripción}}}            |
| Presidente de la Nación Argentina (1916-1922) | Ministro del Interior (1922) |

Desde principios del mandato de Alvear, el radicalismo se encontraba dividido en diversos sectores disidentes. El primero era encabezado por su predecesor, el expresidente Hipólito Yrigoyen, y era conocido como el sector "yrigoyenista" o "personalista", porque estaba fuertemente centralizado en su figura. El otro sector, que estaba constituido por una serie de "partido radicales" contrapuestos a nivel provincial, se hacía llamar "antipersonalista". Este grupo, que tenía como principales referentes a Leopoldo Melo y Vicente Gallo, y que contaba con las simpatías del presidente Alvear, se oponía a la actitud del exmandatario, reclamando que el radicalismo debía ser una fuerza cívica y constitucional, ajena a todo tipo de personalismos que pudieran empujarla al autoritarismo. La UCR liderada por Yrigoyen debió enfrentar escisiones que le costaron su mayoría en la Cámara de Diputados en 1924.
Sin embargo, el yrigoyenismo volvió a fortalecerse durante la segunda mitad del mandato de Alvear. En las elecciones legislativas de 1926, el radicalismo yrigoyenista obtuvo una aplastante victoria, tomando el control de varias gobernaciones en disputa (incluso las que estaban bajo el control del antipersonalismo o el conservadurismo). La UCR yrigoyenista había ganado también la crucial gobernación de Buenos Aires en diciembre de 1925, ante la abstención conservadora. La negativa de Alvear a intervenir Buenos Aires y solicitar la anulación de los comicios, a pesar de las solicitudes de los antipersonalistas, consolidaron la figura de Yrigoyen. Aunque la candidatura de Yrigoyen era algo sabido desde la victoria legislativa, no fue sino hasta unas pocas semanas antes de las elecciones que el Comité Nacional se reunió y proclamó a Yrigoyen nuevamente como candidato a la presidencia de la Nación, con Francisco Beiró como compañero de fórmula.
A pesar del clima favorable, el yrigoyenismo denunció falta de garantías en la provincia de San Juan, gobernada por una facción disidente denominada bloquismo desde principios de la década, por lo que no presentó ninguna candidatura en dicha provincia, disputando el Colegio Electoral en el resto del país.

### Frente Único
| Frente Único |                                   |
| |                                   |
| Leopoldo Melo | Vicente Gallo                     |
| para presidente | para vicepresidente               |
| {{{descripción}}} | {{{descripción}}}                 |
| Presidente provisional del Senado (1922-1928) | Ministro del Interior (1923-1925) |
| Partidos en la alianza: - Unión Cívica Radical Antipersonalista - Partido Conservador - Partido Demócrata de Córdoba - Unión Provincial - Concentración Catamarqueña - Partido Liberal de Corrientes - Partido Autonomista de Corrientes - Unión Cívica Radical Bloquista - Unión Cívica Radical Lencinista |                                   |

A partir de 1927, la oposición al radicalismo yrigoyenista pareció, por primera vez desde el colapso del Partido Autonomista Nacional (PAN), comenzar un lento proceso de reorganización, si bien todavía se encontraba dividida y débil después de sus sucesivas derrotas ante el yrigoyenismo. Desde 1924, el conservadurismo depuesto en 1916 había comenzado a acercarse progresivamente al radicalismo antipersonalista. En 1927, Julio Argentino Pascual Roca, ex gobernador de Córdoba fundó la "Confederación de las Derechas", una coalición de partidos políticos cuyo objetivo sería disputar la presidencia a Yrigoyen. El frente logró aglutinar, por primera vez, a todas las listas conservadoras de las provincias. Finalmente, con la mediación de Leopoldo Melo, la Unión Cívica Radical Antipersonalista aceptó formar una coalición con el Frente Único, a la que posteriormente adhirieron el bloquismo sanjuanino y lencinismo mendocino. Dicho frente fue denominado "Frente Único".
Debido a que el conservadurismo consideraba que una fórmula antipersonalista tenía más probabilidades de conseguir adhesiones, los candidatos elegidos para encabezar el binomio presidencial de la alianza derechista serían Leopoldo Melo, el fundador de la UCR-A, para la presidencia de la Nación, y Vicente Gallo, exministro del Interior en el gobierno de Alvear y miembro fundador de la Liga Patriótica Argentina, grupo de extrema derecha que había cometido diversos actos de violencia durante la primera mitad de la década de 1920. Gallo había renunciado a su ministerio luego de fracasar en lograr que Alvear interviniera la provincia de Buenos Aires ante el inminente triunfo del triunfo del yrigoyenismo. Aunque Alvear era favorable al antipersonalismo, y de hecho dio su apoyo a la fórmula Melo-Gallo, nunca adhirió formalmente a la UCR-A.

### Partido Socialista
|                                               |                                                            |
| Mario Bravo                                   | Nicolás Repetto                                            |
| para presidente                               | para vicepresidente                                        |
| {{{descripción}}}                             | {{{descripción}}}                                          |
| Senador nacional por Buenos Aires (1923-1932) | Diputado nacional por Buenos Aires (1913-1923 y 1926-1930) |

Al igual que el radicalismo y el conservadurismo, el Partido Socialista enfrentaba fuertes divisiones internas en torno a la figura de su entonces principal líder, Juan B. Justo. Justo, que de cara a las elecciones presidenciales de 1928 era el candidato natural del socialismo, había elegido al político moderado José Nicolás Matienzo, como compañero de fórmula, figura que motivó una severa oposición dentro del partido. Matienzo era una figura controvertida que había ejercido cargos públicos en los gobiernos conservadores y radicales. La disputa alcanzó su punto máximo cuando, habiéndose ya proclamado la fórmula Justo-Matienzo, el líder socialista falleció el 8 de enero de 1928. El partido presentó entonces una nueva fórmula, Mario Bravo-Nicolás Repetto.
Por su parte, Matienzo logró aliase con un sector interno del partido liderado por Antonio de Tomaso y Federico Pinedo que, si bien mantenía un programa "mínimo" del socialismo, buscaba una confluencia electoral con los conservadores. Se fundó de este modo el Partido Socialista Independiente, que contaba con el apoyo del antiyrigoyenismo y del conservadurismo mediático, fue denunciado como un partido conservador de derecha, alejado del socialismo real. La Unión Cívica Radical Ferrocarril a Jáchal y la Unión Cívica Radical Ferrocarril a Calingasta, ambas en San Juan, respaldaron la candidatura presidencial de Matienzo, con Manuel Carlés (el líder de la Liga Patriótica Argentina) como compañero de fórmula.

## Reglas electorales
Las reglas electorales fundamentales que rigieron la elección presidencial fueron establecidas en el texto constitucional entonces vigente (Reforma constitucional de 1898). Las principales reglas electorales para la elección presidencial fueron:
- Una sola vuelta electoral.
- Sufragio indirecto.
- Colegios electorales por cada provincia y la Capital Federal, no votaban los Territorios Nacionales.
- Mandato presidencial de seis años sin posibilidad de reelección inmediata.

## Campaña

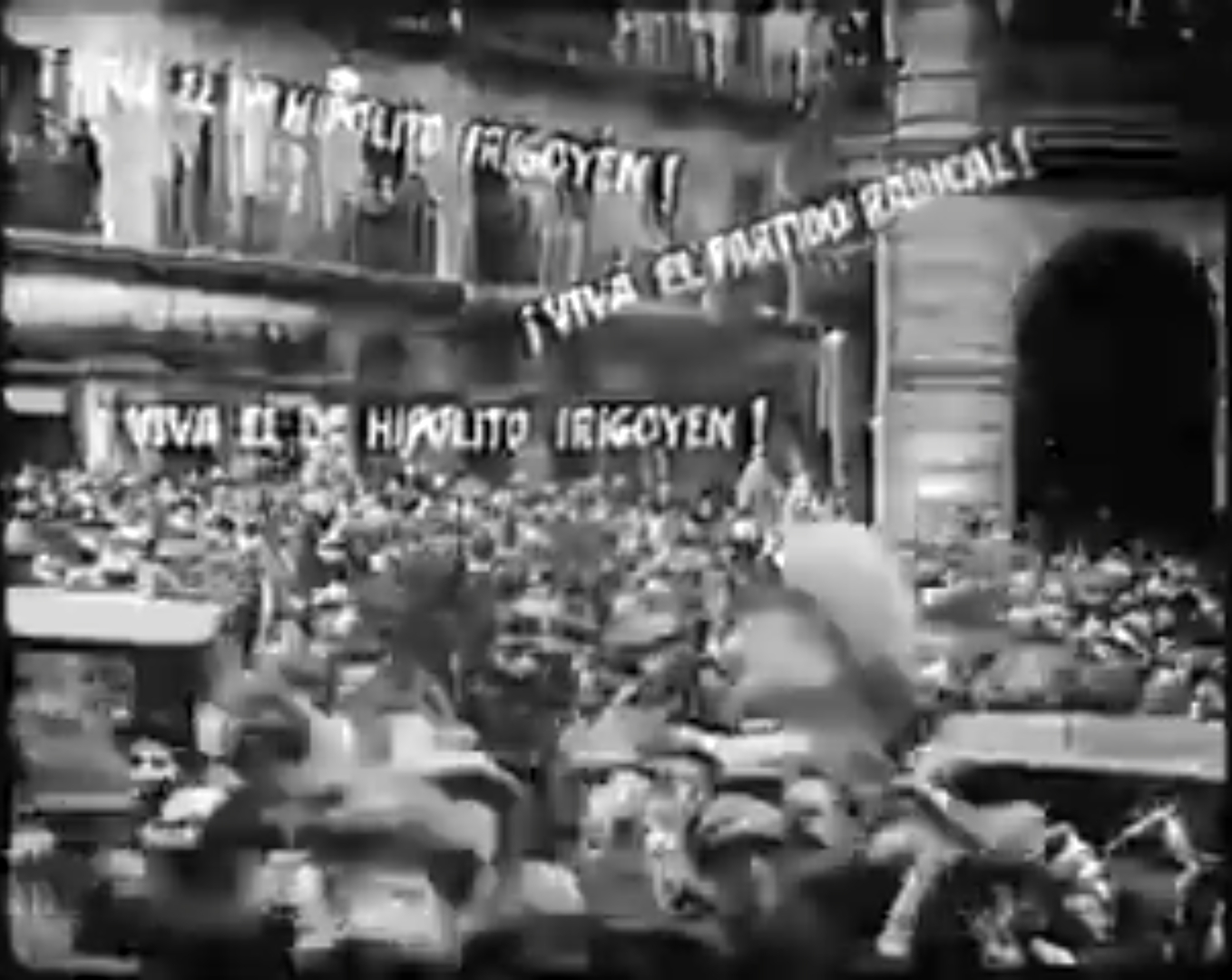
Fragmento final de la película "La obra del gobierno radical, 1916-1922", en la que se muestra a una multitud y las frases: "¡Viva el Dr. Hipólito Yrigoyen! ¡Viva el Partido Radical!". El filme fue utilizado en la campaña de Yrigoyen y fue considerado una novedad en aquella época.

Mientras que, una vez proclamado candidato, el propio Yrigoyen no realizó una campaña muy vigorosa él mismo (por el contrario, no abandonó la Capital durante todo el período previo a las elecciones), el aparato mediático y político de la Unión Cívica Radical lanzó una masiva movilización en todo el país que polarizó enormemente con las fuerzas conservadoras en las semanas previas a la elección. Hubo fuertes enfrentamientos entre periódicos oficialistas y periódicos opositores, criticándose mutuamente. Los diarios La Época y Crítica, favorables a Yrigoyen, realizaron numerosas publicaciones en las que representaba a la elección presidencial como una mera formalidad, resaltando que el candidato radical ya había prácticamente ganado la presidencia por derecho, y retratándolo como el estandarte de la constitucionalidad, la democracia, y la república, mientras que la oposición debía ser vista como "personas incapaces de entender que la decisión ya fue tomada por el pueblo".
Simultáneamente, y para contrastar con la imagen envejecida del candidato, la UCR recurrió en su campaña a elementos modernizadores que constituyeron novedades inéditas para la época. Para empezar, Yrigoyen no solo era apoyado por su partido político, sino también por figuras del mundo cultural, como el Comité Yrigoyenista de Intelectuales Jóvenes, presidido por un joven Jorge Luis Borges, con Leopoldo Marechal como vicepresidente. Los principales compositores de tango de la época compusieron piezas dedicadas al candidato, como "Hipólito Yrigoyen" de Enrique P. Maroni, "Otra vez el Viejo" de Alfredo Gobbi, y "Nuestro Hombre" de Roberto Torres y Anselmo Aietta. En las conferencias ofrecidas por los candidatos del radicalismo, ya fuera al Colegio Electoral, a la Cámara de Diputados o al Concejo Deliberante de la Capital, los periódicos asociados al radicalismo describieron la concurrencia en "millares" y "multitudes", sin dar cifras exactas.
En lo que fue considerado una innovación absoluta, el Comité Nacional de la UCR encargó la filmación y exhibición gratuita de una película, que se denominó "La obra del gobierno radical, 1916-1922". La película, de casi cuarenta minutos, estuvo a cargo del cineasta italiano Federico Valle y retrataba una gran cantidad de logros alcanzados durante el primer mandato de Yrigoyen, (tales como el respeto a la clase obrera, reformas educativas y sanitarias, y el crecimiento económico) mientras unos subtítulos explicaban por qué los electores debían votar nuevamente al exmandatario. La película finalizaba con el mensaje: "¡Obrero o empleado! El gobierno radical hizo por ti, por tu bien, el de tu esposa, el de tus hijos, lo que ningún otro gobierno había hecho antes, o hará después, que no sea él. Hijo de tu fuerza, es tu fuerza la que habrá de engrandecerlo. Tu voto no puede serle traidor porque sería traicionar a ti mismo, a tu hogar y a tus hijos. ¡Votad por los candidatos de la Unión Cívica Radical!". Se trató de la primera ocasión en la que un candidato político argentino recurría a la cinematografía para hacer campaña.

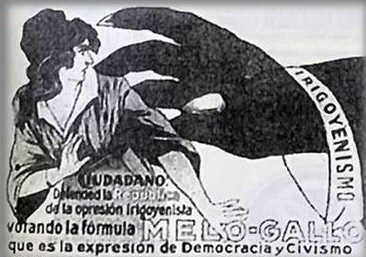
Afiche de campaña de la fórmula Melo-Gallo, haciendo alusión a «defender la República» de la «Opresión Yrigoyenista».

Entre las figuras de la oposición, el diario La Prensa de Buenos Aires, favorable al Frente Único, era en ese momento el principal medio difusor de la oposición y uno de los mayores medios de comunicación del país. En un artículo publicado el 18 de marzo de 1928, el diario retrató duramente al radicalismo como un populismo desenfrenado, al tiempo que criticaba que la UCR había proclamado mucho más tarde a sus candidatos para afectar negativamente la campaña impulsada por sus oponentes. Al día siguiente, La Época respondió a las críticas de La Prensa de manera sarcástica, en un artículo titulado "Puntualizando Conceptos", en el que se refería al matutino como un "diario mercachifle", y afirmaba que el radicalismo "no necesita más mentores que la opinión pública". Al mismo tiempo, los periódicos radicales publicaban informes de ataques contra actos de la UCR por parte de grupos conservadores. El radicalismo acachaba la actitud violenta de los conservadores a "falta de cultura democrática".
Esencialmente, la estrategia del frente conservador-antipersonalista fue retratar al radicalismo de Yrigoyen como una fuerza de carácter autoritario, que estaba deshaciendo las instituciones republicanas por medio de la actitud autocrática de su líder. Melo realizó una dura campaña mediática con los medios que le eran afines, lo que generó que la justa presidencial se convirtiera prácticamente en una lucha periodística entre la UCR y el Frente Único. Durante la campaña, se publicaron numerosas caricaturas, que retrataban a Yrigoyen y al radicalismo de manera grotesca, siendo la más conocida una en la que una mano con forma de garra se cierne encima de la República (representada por una mujer) en forma amenazante. El radicalismo criticó esta campaña como un intento de asustar al electorado, al tiempo que se refería a ella como "irreverente", y como una "reacción frustrada e irritada" ante su inminente fracaso electoral. La postura de los periódicos, del radicalismo y el Frente Único, era lograr efectivamente que la elección se polarizara entre Yrigoyen y Melo, lo que provocó que durante la mayor parte de la campaña, los demás partidos se vieran prácticamente descartados.
Tan solo unos pocos días antes de que se realizaran las elecciones, la UCR de Yrigoyen suspendió su campaña, declarando que lo hacía por culpa de la violencia incitada por el Frente Único. Análisis posteriores sugieren que esto fue una estrategia audaz para incitar la ira de la población, lo que desataría la arrolladora victoria de Yrigoyen y la masiva participación electoral.

## Resultados
Aunque la victoria del radicalismo yrigoyenista era vista como dada, se sabía que el conservadurismo incrementaría su caudal de votos, y el propio Yrigoyen tenía expectativas mucho más moderadas de lo que finalmente sucedió, llegando a declarar que la UCR obtendría 207 electores contra 169 del Frente Único un día antes de la elección. En lugar de eso, Yrigoyen obtuvo una arrolladora victoria con el 61,46% de los votos válidos y 239 de los 376 electores, asegurándose su segundo mandato y convirtiéndose en el primer presidente en obtener mayoría absoluta de votos en una elección limpia. Melo, por su parte, logró una novedad al obtener el 31,50% (con la confluencia de todos los partidos que lo apoyaban) y 134 electores, generando la primera vez que una sola fuerza de oposición sumaba casi todo el voto contrario al radicalismo, después de más de una década de hegemonía. Mientras que en las anteriores elecciones la abstención había sido altísima, llegando a concurrir menos de la mitad del electorado en las elecciones legislativas de 1924 y 1926, en esta ocasión la concurrencia fue del 80,86%, la más alta hasta el momento.
Por su parte, los competidores del radicalismo en el campo reformista, el Partido Socialista (PS) y el Partido Demócrata Progresista (PDP), vieron diezmados sus apoyos y ninguno pudo conseguir electores. El PS, con la candidatura de Bravo, obtuvo el 4,81%, mientras que el PDP, que no presentó candidato presidencial, solo el 1,04%. Yrigoyen triunfó en casi todo el país, menos en la provincia de San Juan que no había disputado, y donde por obvias razones y ante la debilidad de las demás fuerzas, se impuso Melo, apoyado por el bloquismo gobernante. En la misma provincia, Matienzo logró un estrecho segundo lugar y se quedó con los 3 electores por la minoría.
| Fórmula                | Fórmula                | Partido                             | Partido                                       | Partido                                     | Voto popular | Voto popular | Voto electoral | Voto electoral |
| Presidente             | Vicepresidente         | Partido                             | Partido                                       | Partido                                     | Votos        | %            | Votos          | %              |
| ---------------------- | ---------------------- | ----------------------------------- | --------------------------------------------- | ------------------------------------------- | ------------ | ------------ | -------------- | -------------- |
| Hipólito Yrigoyen      | Francisco Beiró        |                                     | Unión Cívica Radical                          | Unión Cívica Radical                        | 839.140      | 61,42        | 239            | 63,56          |
| Leopoldo Melo          | Vicente Gallo          |                                     |                                               | Unión Cívica Radical Antipersonalista       | 155.371      | 11,37        |                |                |
| Leopoldo Melo          | Vicente Gallo          |                                     | Frente Único                                  | 89.249                                      | 6,53         |              |                |                |
| Leopoldo Melo          | Vicente Gallo          |                                     | Partido Conservador                           | 73.048                                      | 5,35         |              |                |                |
| Leopoldo Melo          | Vicente Gallo          |                                     | Unión Cívica Radical Unificada                | 47.412                                      | 3,47         |              |                |                |
| Leopoldo Melo          | Vicente Gallo          |                                     | Unión Cívica Radical Lencinista               | 20.166                                      | 1,48         |              |                |                |
| Leopoldo Melo          | Vicente Gallo          |                                     | Unión Cívica Radical Bloquista                | 16.379                                      | 1,20         |              |                |                |
| Leopoldo Melo          | Vicente Gallo          |                                     | Partido Liberal de Tucumán                    | 15.718                                      | 1,15         |              |                |                |
| Leopoldo Melo          | Vicente Gallo          |                                     | Partido Demócrata Liberal                     | 11.300                                      | 0,83         |              |                |                |
| Leopoldo Melo          | Vicente Gallo          |                                     | Partido Liberal de Mendoza                    | 1.407                                       | 0,10         |              |                |                |
| Leopoldo Melo          | Vicente Gallo          | Total Confederación de las Derechas | Total Confederación de las Derechas           | Total Confederación de las Derechas         | 430.050      | 31,48        | 134            | 35,64          |
| Mario Bravo            | Nicolás Repetto        |                                     | Partido Socialista                            | Partido Socialista                          | 67.423       | 4,94         |                |                |
| No presentó candidatos |                        | Partido Demócrata Progresista       | Partido Demócrata Progresista                 | 14.173                                      | 1,04         |              |                |                |
| José Nicolás Matienzo  | Manuel Carlés          |                                     |                                               | Unión Cívica Radical Ferrocarril a Jáchal   | 3.218        | 0,24         |                |                |
| José Nicolás Matienzo  | Manuel Carlés          |                                     | Unión Cívica Radical Ferrocarril a Calingasta | 2.782                                       | 0,20         |              |                |                |
| José Nicolás Matienzo  | Manuel Carlés          | Total Matienzo - Carlés             | Total Matienzo - Carlés                       | Total Matienzo - Carlés                     | 6.000        | 0,44         | 3              | 0,80           |
| Rodolfo Ghioldi        | Miguel Contreras       |                                     | Partido Comunista                             | Partido Comunista                           | 4.658        | 0,34         |                |                |
| José Fernando Penelón  | Florindo Moretti       |                                     | Partido Comunista de la República Argentina   | Partido Comunista de la República Argentina | 1.286        | 0,09         |                |                |
| No presentó candidatos | No presentó candidatos |                                     | Partido Comunista Obrero                      | Partido Comunista Obrero                    | 493          | 0,04         |                |                |
|                        | Otros                  | Otros                               | 2.996                                         | 0,22                                        |              |              |                |                |
| Votos positivos        | Votos positivos        | Votos positivos                     | Votos positivos                               | Votos positivos                             | 1.366.219    | 93,47        |                |                |
| Votos en blanco        | Votos en blanco        | Votos en blanco                     | Votos en blanco                               | Votos en blanco                             | 65.245       | 4,46         |                |                |
| Diferencia de actas    | Diferencia de actas    | Diferencia de actas                 | Diferencia de actas                           | Diferencia de actas                         | 30.141       | 2,06         |                |                |
| Participación          | Participación          | Participación                       | Participación                                 | Participación                               | 1.461.605    | 80,86        |                |                |
| Electores registrados  | Electores registrados  | Electores registrados               | Electores registrados                         | Electores registrados                       | 1.807.566    | 100          |                |                |
| Fuente:                |                        |                                     |                                               |                                             |              |              |                |                |

### Resultados por distrito
|                     |     | Yrigoyen/Beiró (UCR) | Yrigoyen/Beiró (UCR) | Yrigoyen/Beiró (UCR) | Melo/Gallo (Confederación) | Melo/Gallo (Confederación) | Melo/Gallo (Confederación) | Bravo/Repetto (PS) | Bravo/Repetto (PS) | Bravo/Repetto (PS) | Otros partidos | Otros partidos | Otros partidos | Blancos/Dif. | Blancos/Dif. | Participación | Participación | Registrados |
| Provincia           | El. | Votos                | %                    | El.                  | Votos                      | %                          | El.                        | Votos              | %                  | El.                | Votos          | %              | El.            | Votos        | %            | Votos         | %             | Registrados |
| ------------------- | --- | -------------------- | -------------------- | -------------------- | -------------------------- | -------------------------- | -------------------------- | ------------------ | ------------------ | ------------------ | -------------- | -------------- | -------------- | ------------ | ------------ | ------------- | ------------- | ----------- |
| Buenos Aires        | 88  | 195.037              | 53,14                | 49                   | 163.546                    | 44,56                      | 39                         | 10.849             | 2,95               | —                  | 1.148          | 0,34           | —              | 33.574       | 9,15         | 367.026       | 75,54         | 485.898     |
| Capital Federal     | 68  | 152.026              | 60,21                | 46                   | 60.339                     | 23,90                      | 22                         | 34.780             | 13,77              | —                  | 5.359          | 2,12           | —              | 25.748       | 9,25         | 278.252       | 91,62         | 303.712     |
| Catamarca           | 8   | 9.593                | 50,74                | 6                    | 9.205                      | 48,69                      | 2                          | 94                 | 0,50               | —                  | 14             | 0,07           | —              | 477          | 2,46         | 19.383        | 85,00         | 22.803      |
| Córdoba             | 34  | 104.096              | 73,16                | 23                   | 35.779                     | 25,15                      | 11                         | 1.136              | 0,80               | —                  | 1.265          | 0,89           | —              | 7.489        | 5,00         | 149.765       | 71,37         | 209.849     |
| Corrientes          | 18  | 31.607               | 53,39                | 12                   | 27.473                     | 46,40                      | 6                          | 124                | 0,21               | —                  | —              | —              | —              | 4.571        | 7,17         | 63.775        | 80,52         | 79.206      |
| Entre Ríos          | 22  | 56.911               | 56,64                | 15                   | 42.725                     | 42,52                      | 7                          | 834                | 0,83               | —                  | 16             | 0,02           | —              | 5.503        | 5,19         | 105.989       | 90,95         | 116.539     |
| Jujuy               | 8   | 8.773                | 64,18                | 6                    | 4.847                      | 35,46                      | 2                          | 49                 | 0,36               | —                  | —              | —              | —              | 648          | 4,53         | 14.317        | 80,70         | 17.741      |
| La Rioja            | 8   | 8.492                | 60,35                | 6                    | 5.503                      | 39,11                      | 2                          | 47                 | 0,33               | —                  | 30             | 0,21           | —              | 166          | 1,17         | 14.238        | 80,92         | 17.595      |
| Mendoza             | 16  | 27.323               | 54,10                | 11                   | 21.573                     | 42,71                      | 5                          | 1.558              | 3,08               | —                  | 54             | 0,11           | —              | 3.703        | 6,83         | 54.211        | 88,06         | 61.561      |
| Salta               | 10  | 20.106               | 66,91                | 7                    | 9.943                      | 33,09                      | 3                          | —                  | —                  | —                  | —              | —              | —              | 844          | 2,73         | 30.893        | 77,31         | 39.962      |
| San Juan            | 10  | —                    | —                    | —                    | 16.379                     | 63,38                      | 7                          | 3.463              | 13,40              | —                  | 6.000          | 23,22          | 3              | 3.076        | 10,64        | 28.918        | 86,98         | 33.248      |
| San Luis            | 10  | 11.993               | 51,38                | 7                    | 11.300                     | 48,41                      | 3                          | 48                 | 0,21               | —                  | —              | —              | —              | 287          | 1,21         | 23.628        | 81,04         | 29.156      |
| Santa Fe            | 42  | 117.799              | 64,62                | 28                   | 47.412                     | 26,01                      | 14                         | 1.763              | 0,97               | —                  | 15.308         | 8,40           | —              | 5.452        | 2,90         | 187.734       | 85,28         | 220.145     |
| Santiago del Estero | 16  | 27.690               | 51,01                | 11                   | 26.117                     | 48,11                      | 5                          | 476                | 0,88               | —                  | —              | —              | —              | 1.141        | 2,06         | 55.424        | 73,84         | 75.062      |
| Tucumán             | 18  | 45.520               | 69,66                | 12                   | 16.211                     | 24,81                      | 6                          | 3.202              | 4,90               | —                  | 412            | 0,63           | —              | 2.707        | 3,98         | 68.052        | 71,57         | 95.089      |
| Total               | 356 | 839.140              | 61,42                | 239                  | 470.050                    | 34,48                      | 134                        | 67.423             | 4,94               | 0                  | 29.606         | 2,17           | 3              | 95.386       | 6,52         | 1.461.605     | 80,86         | 1.807.566   |

## Resultados del Colegio Electoral
Los colegios electorales se reunieron el 12 de junio de 1928, en cada una de las capitales provinciales y en la Ciudad de Buenos Aires, proclamando ganadores a Hipólito Yrigoyen y Francisco Beiró. Beiró falleció un mes más tarde, forzando una nueva e inédita reunión del Colegio Electoral el 6 de agosto, en la que Enrique Martínez, quien había asumido el cargo de gobernador de la provincia de Córdoba el 17 de mayo de 1928, fue elegido para sucederlo, por lo que renunció a la gobernación. El 12 de agosto de 1928 la Asamblea Legislativa, la Cámara de Diputados y el Senado, dio la aprobación definitiva de las elecciones.

### 1ª votación - Presidente y Vicepresidente
| Candidato a Presidente | Candidato a Presidente | Partido                               | Votos Electorales |
| ---------------------- | ---------------------- | ------------------------------------- | ----------------- |
|                        | Hipólito Yrigoyen      | Unión Cívica Radical                  | 245               |
|                        | Leopoldo Melo          | Unión Cívica Radical Antipersonalista | 71                |
|                        | José Nicolás Matienzo  | Unión Cívica Radical                  | 3                 |
| Total de votos         | Total de votos         | Total de votos                        | 319               |
| No votaron             | No votaron             | No votaron                            | 57                |
| Total de electores     | Total de electores     | Total de electores                    | 376               |

| Candidato a Vicepresidente | Candidato a Vicepresidente | Partido                               | Votos Electorales |
| -------------------------- | -------------------------- | ------------------------------------- | ----------------- |
|                            | Francisco Beiró            | Unión Cívica Radical                  | 245               |
|                            | Vicente Gallo              | Unión Cívica Radical Antipersonalista | 71                |
|                            | Manuel Carlés              | Unión Cívica Radical                  | 3                 |
| Total de votos             | Total de votos             | Total de votos                        | 319               |
| No votaron                 | No votaron                 | No votaron                            | 57                |
| Total de electores         | Total de electores         | Total de electores                    | 376               |

#### Resultados por provincia
| Provincia           | Presidente | Presidente | Presidente |       | Vicepresidente | Vicepresidente | Vicepresidente |  | No votaron |
| Provincia           | Yrigoyen   | Melo       | Matienzo   | Beiró | Gallo          | Carlés         |                |  | No votaron |
| ------------------- | ---------- | ---------- | ---------- | ----- | -------------- | -------------- | -------------- |  | ---------- |
| Buenos Aires        | 57         | 19         |            |       | 57             | 19             |                |  | 12         |
| Capital Federal     | 45         | 12         |            | 45    | 12             |                | 11             |  |            |
| Catamarca           | 6          | 1          |            | 6     | 1              |                | 1              |  |            |
| Córdoba             | 23         | 1          |            | 23    | 1              |                | 10             |  |            |
| Corrientes          | 11         | 3          |            | 11    | 3              |                | 4              |  |            |
| Entre Ríos          | 15         | 6          |            | 15    | 6              |                | 1              |  |            |
| Jujuy               | 6          |            |            | 6     |                |                | 2              |  |            |
| La Rioja            | 6          | 2          |            | 6     | 2              |                |                |  |            |
| Mendoza             | 11         |            |            | 11    |                |                | 5              |  |            |
| Salta               | 7          | 1          |            | 7     | 1              |                | 2              |  |            |
| San Juan            |            | 7          | 3          |       | 7              | 3              |                |  |            |
| San Luis            | 7          | 3          |            | 7     | 3              |                |                |  |            |
| Santa Fe            | 28         | 11         |            | 28    | 11             |                | 3              |  |            |
| Santiago del Estero | 11         | 3          |            | 11    | 3              |                | 2              |  |            |
| Tucumán             | 12         | 2          |            | 12    | 2              |                | 4              |  |            |
| Total               | 245        | 71         | 3          |       | 245            | 71             | 3              |  | 57         |
| Fuentes:            |            |            |            |       |                |                |                |  |            |

### 2ª votación - Vicepresidente
| Candidato a Vicepresidente | Candidato a Vicepresidente | Partido              | Votos Electorales |
| -------------------------- | -------------------------- | -------------------- | ----------------- |
|                            | Enrique Martínez           | Unión Cívica Radical | 239               |
| Total de votos             | Total de votos             | Total de votos       | 239               |
| No votaron                 | No votaron                 | No votaron           | 137               |
| Total de electores         | Total de electores         | Total de electores   | 376               |

#### Resultados por provincia
| Buenos Aires        | 58  |    | 30  |
| Capital Federal     | 45  | 23 |     |
| Catamarca           | 6   | 2  |     |
| Córdoba             | 22  | 12 |     |
| Corrientes          | 10  | 8  |     |
| Entre Ríos          | 15  | 7  |     |
| Jujuy               | 6   | 2  |     |
| La Rioja            | 6   | 2  |     |
| Mendoza             | 10  | 6  |     |
| Salta               | 7   | 3  |     |
| San Juan            |     | 10 |     |
| San Luis            | 7   | 3  |     |
| Santa Fe            | 26  | 16 |     |
| Santiago del Estero | 11  | 5  |     |
| Tucumán             | 10  | 8  |     |
| Total               | 239 |    | 137 |
| Fuente:             |     |    |     |